# قوة الأمم المتحدة لحفظ السلام في قبرص
قوة الأمم المتحدة لحفظ السلام في قبرص (UNFICYP) هي قوة حفظ سلام تابعة للأمم المتحدة أنشئت بموجب قرار مجلس الأمن رقم 186 في عام 1964 لمنع تكرار القتال في أعقاب العنف الطائفي في قبرص بين القبارصة اليونانيون والقبارصة الأتراك للمساهمة على الاستقرار واستعادة القانون والنظام وتسهيل العودة إلى الأوضاع الطبيعية. كان اللواء الأسترالي شيريل بيرس المعين في عام 2018 هو القائد الحالي للبعثة في قبرص خلفا للواء البنغلاديشي محمد همايون كبير.